# Frederico Leão Cabreira
Frederico Leão Cabreira de Brito e Alvelos Drago Valente ComA (Vila Real de Santo António, Vila Real de Santo António, 5 de Junho ou Julho de 1800 - Lisboa, 30 de Novembro de 1880), 2.º Barão de Faro e 1.º Visconde de Faro, foi um general e administrador colonial português.

## Família
Era filho de Severo Leão Cabreira de Brito e Alvelos Drago Valente e de sua mulher Francisca Isabel Fábregas de Víñez.

## Biografia
Exerceu o cargo de 40.º Governador no antigo território português subordinado à Índia Portuguesa de Timor entre 1839 e 1844, tendo sido antecedido por José Maria Marques e sucedido por Julião José da Silva Vieira. Por estes cargos recebeu o grau de Comendador da Ordem Militar de Avis.
Foi Fidalgo Cavaleiro da Casa Real, Comendador da Ordem de Isabel a Católica, pelo governo espanhol em 1847. Em Agosto de 1870, recebe o título de 2.º Barão de Faro, que fora anteriormente detido pelo seu tio paterno Diocleciano Leão de Brito Cabreira, e o de 1.º Visconde de Faro.
Foi o 9.º Soberano Grande Comendador interino do Supremo Conselho afecto ao Grande Oriente Lusitano e o 3.º Grão-Mestre interino do Grande Oriente de Portugal entre 1861 e 1863.

## Casamentos e descendência
Casou primeira vez a 11 de Abril de 1821 com Leonor de Loureiro Krusse (1798 - 1853), filha de Carlos Rufo Krusse, nascido Lisboa, de origem Alemã, e de sua mulher (Faro, 6 de Setembro de 1797) Gertrudes Violante Alberta de Loureiro, de Loulé, descendente duma família portuguesa de Mazagão, com descendência.
A 30 de Abril de 1868 casou segunda vez com sua prima irmã Maria dos Remédios Augusta Álvares Pinheiro Correia de Lacerda Green Cabreira (Lisboa, Pena - Lisboa, Santa Engrácia, 1872), viúva sem geração de João Anselmo de Vasconcelos, irmã do 1.º Barão de Nossa Senhora da Vitória da Batalha, filha de seu tio paterno Sebastião Drago Valente de Brito Cabreira e de sua mulher Maria Alves Pinheiro Correia de Lacerda Green, de ascendência irlandesa, sem descendência.
Casou terceira vez a 14 de Abril de 1873 com sua prima Maria Carolina da Guarda Cabreira de Faria e Alvelos Drago da Ponte (19 de Abril de 1819), filha de Tomás António da Guarda Cabreira Correia da Silva da Ponte e Alvelos Drago Valente de Faria e de sua mulher Ana Paula Vizetto, de origem italiana, sem descendência.